# Tan Yayun
Tan Yayun (* 18. November 1992) ist eine chinesische Gewichtheberin. Sie wurde 2013 und 2014 Weltmeisterin im Zweikampf in der Gewichtsklasse bis 48 kg Körpergewicht.

## Werdegang
Tan Yayun, die aus Hunan stammt, begann dort als Jugendliche mit dem Gewichtheben. 2009 nahm sie erstmals an einer internationalen Meisterschaft, der Asiatischen Juniorenmeisterschaft in Dubai, teil. Dort siegte sie in der Gewichtsklasse bis 48 kg mit einer Zweikampfleistung von 179 kg (76–103) vor Panida Chamsri aus Thailand, die auf 178 kg (77–101) kam.
Sie entwickelte sich danach kontinuierlich weiter. Bei der chinesischen Meisterschaft 2012 belegte sie in der Gewichtsklasse bis 48 kg mit einer Zweikampfleistung von 200 kg (85–115) den 3. Platz. 2013 siegte sie bei den 12. National-Spielen von China in Liaoning in der gleichen Gewichtsklasse mit der hervorragenden Zweikampfleistung von 214 kg (93–121) vor Tian Yuan, die auf 209 kg (90–119) kam. Sie wurde daraufhin bei der Weltmeisterschaft 2013 in Wrocław eingesetzt und wurde dort mit 199 kg (84–115) Weltmeisterin im Zweikampf sowie im Reißen und Stoßen.
Bei der chinesischen Meisterschaft 2014 erreichte Tan Yayun mit 193 kg (85–108) nur den 4. Platz. Sie wurde trotzdem wieder bei der Weltmeisterschaft, die in Almaty stattfand, eingesetzt und gewann dort mit 194 kg (85–109) wie schon ein Jahr zuvor die Weltmeistertitel im Zweikampf, im Reißen und im Stoßen.
Im Mai 2015 erreichte Tan Yayun bei der chinesischen Meisterschaft in der Gewichtsklasse bis 48 kg mit einer Zweikampfleistung von 204 (91–113) den 3. Platz hinter Jiang Huihua, 208 kg (95–113) und Guan Chunying, 205 kg (91–114). Bei einer internationalen Meisterschaft kam sie 2015 nicht zum Einsatz.

## Internationale Erfolge
| Jahr | Platz | Wettbewerb                                | Gewichtsklasse | Ergebnisse |
| 2009 | 1.    | Asiatische Juniorenmeisterschaft in Dubai | bis 48 kg      | mit 179 kg (76–103), vor Panida Chamsri, Thailand, 178 kg (77–101) und Marina Sisojewa, Usbekistan, 124 kg (54–70) |
| 2013 | 1.    | WM in Wrocław                             | bis 48 kg      | mit 199 kg (84–115), vor Ryang Chun-hwa, Nordkorea, 186 kg (81–105) und Do Thi Thu Hoai, Vietnam, 176 kg (78–98)   |
| 2014 | 1.    | WM in Almaty                              | bis 48 kg      | mit 194 kg (85–109), vor Sibel Özkan, Türkei, 189 kg (84–105) und Panida Chamsri, 189 kg (81–108)                  |

## WM-Einzelmedaillen
- WM-Goldmedaillen: 2013/Reißen, 2013/Stoßen, 2014/Reißen, 2014/Stoßen

## Nationale Titelkämpfe
| Jahr | Platz | Wettbewerb                   | Gewichtsklasse | Ergebnisse |
| 2012 | 3.    | chinesische Meisterschaft    | bis 48 kg      | mit 200 kg (85–115), hinter Tian Yuan, 221 kg (95–126) und Wang Mingjuan, 210 kg (93–117)                           |
| 2013 | 1.    | 12. Nationalspiele von China | bis 48 kg      | mit 214 kg (93–121), vor Tian Yuan, 209 kg (90–119) und Luo Bing, 202 kg (88–114)                                   |
| 2014 | 4.    | chinesische Meisterschaft    | bis 48 kg      | mit 193 kg (85–108), hinter Tian Yuan, 204 kg (88–116), Yang Li, 196 kg (84–112) und Huang Yuezhen, 195 kg (90–105) |
| 2015 | 3.    | chinesische Meisterschaft    | bis 48 kg      | mit 204 kg (91–113), hinter Jiang Huihua, 208 kg (95–113) und Guan Chunying, 205 kg (91–114)                        |

Erläuterungen
- alle Wettkämpfe im Zweikampf, bestehend aus Reißen und Stoßen
- WM = Weltmeisterschaft